# 발린트 증후군

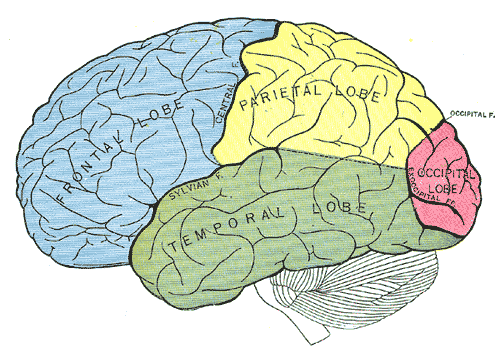

발린트 증후군(Bálint's syndrome)은 망막의 중심에 맺힌 상만을 보고 주변에 있는 다른 대상을 완전히 무시하는 현상을 말한다. ventral pathway는 손상을 입지 않은 반면, dorsal pathway에 손상을 입은 환자에게서 발생한다. 이 증후군을 겪는 사람은 시야가 매우 좁고 주변의 다른 대상으로 시야를 돌리기가 어렵다.